# ピアッジョ P.148
ピアッジョ P.148
- 用途：初等練習機
- 製造者：ピアジオ・エアロ・インダストリーズ
- 運用者：イタリア空軍、ソマリア空軍
- 初飛行：1951年
- 生産数：100機+

ピアッジョ P.148（Piaggio P.148）は、ピアジオ・エアロ・インダストリーズ（ピアッジョ社）で設計、生産された1950年代のイタリアの単葉、複座初等/曲技飛行用練習機である。

## 設計と開発
P.148は、固定式降着装置付の全金属製の片持ち式低翼単葉機である。2名の乗員は並列に座り、オプションで3人目の席が設けられた。1951年2月12日に初飛行を行い、イタリア空軍によるテストの後で空軍の初等飛行学校向けとして発注された。4座型がP.149として開発された。

## 運用の歴史
イタリア空軍からの受注には成功したが、全ジェット機訓練計画の導入により機体は現場から引き揚げられた。パイロットの選別にピストンエンジン付の初等練習機の必要性が認識され、1970年にP.148は再度現場に復帰した。数機が練習機としてソマリア空軍へ売却された。

## 運用
イタリア
- イタリア空軍

 ソマリア
- ソマリア空軍

## 要目
The Illustrated Encyclopedia of Aircraft (Part Work 1982-1985), 1985, Orbis Publishing, Page 2714 より
- 乗員：2名
- 全長：8.44 m (27 ft 8¼ in)
- 全幅：11.12 m (36 ft 5¾ in)
- 全高：2.40 m (7 ft 10½ in)
- 翼面積：18.85 m² (202.91 ft²)
- 空虚重量：876 kg (1,931 lb)
- 全備重量：1,280 kg (2,822 lb)
- エンジン：1 × ライカミング O-435-A 水平対向エンジン、142 kW (190 hp)
- 最大速度：234 km/h (145 mph)
- 巡航高度：5,000 m (16,404 ft)
- 航続距離：925 km (575 miles)